# Pterois
Genre
Pterois est un genre de poissons de la famille des Scorpaenidae (la plupart sont appelés « rascasses »). Ce sont des poissons colorés et rayés, pourvus de nageoires à longs rayons équipées de glandes contenant un puissant venin. Ses couleurs vives sont en fait des couleurs d'avertissement afin de prévenir les autres animaux de son caractère dangereux.
Depuis quelques années, les espèces P. volitans et P. miles (souvent appelées « poisson-lion ») sont devenues des espèces exotiques envahissantes significatives pour les régions de l’Atlantique Ouest, de la mer des Caraïbes et du golfe du Mexique, ainsi qu'en Méditerranée.

## Liste des espèces
Selon World Register of Marine Species (22 janvier 2017) :
- Pterois andover Allen & Erdmann, 2008
- Pterois antennata (Bloch, 1787) — Poisson diable ou Poisson armée.
- Pterois brevipectoralis (Mandrytsa, 2002)
- Pterois lunulata Temminck & Schlegel, 1843 — Poisson-scorpion (d'autres poissons sont connus sous ce nom).
- Pterois miles (Bennett, 1828) — Rascasse volante (comme Pterois volitans, dont il est extrêmement proche).
- Pterois mombasae (Smith, 1957) — Laffe mombaise.
- Pterois radiata Cuvier, 1829 — Rascasse volante étoilée.
- Pterois russelii Bennett, 1831
- Pterois sphex Jordan & Evermann, 1903
- Pterois volitans (Linnaeus, 1758) — Rascasse volante ou Laffe volant.

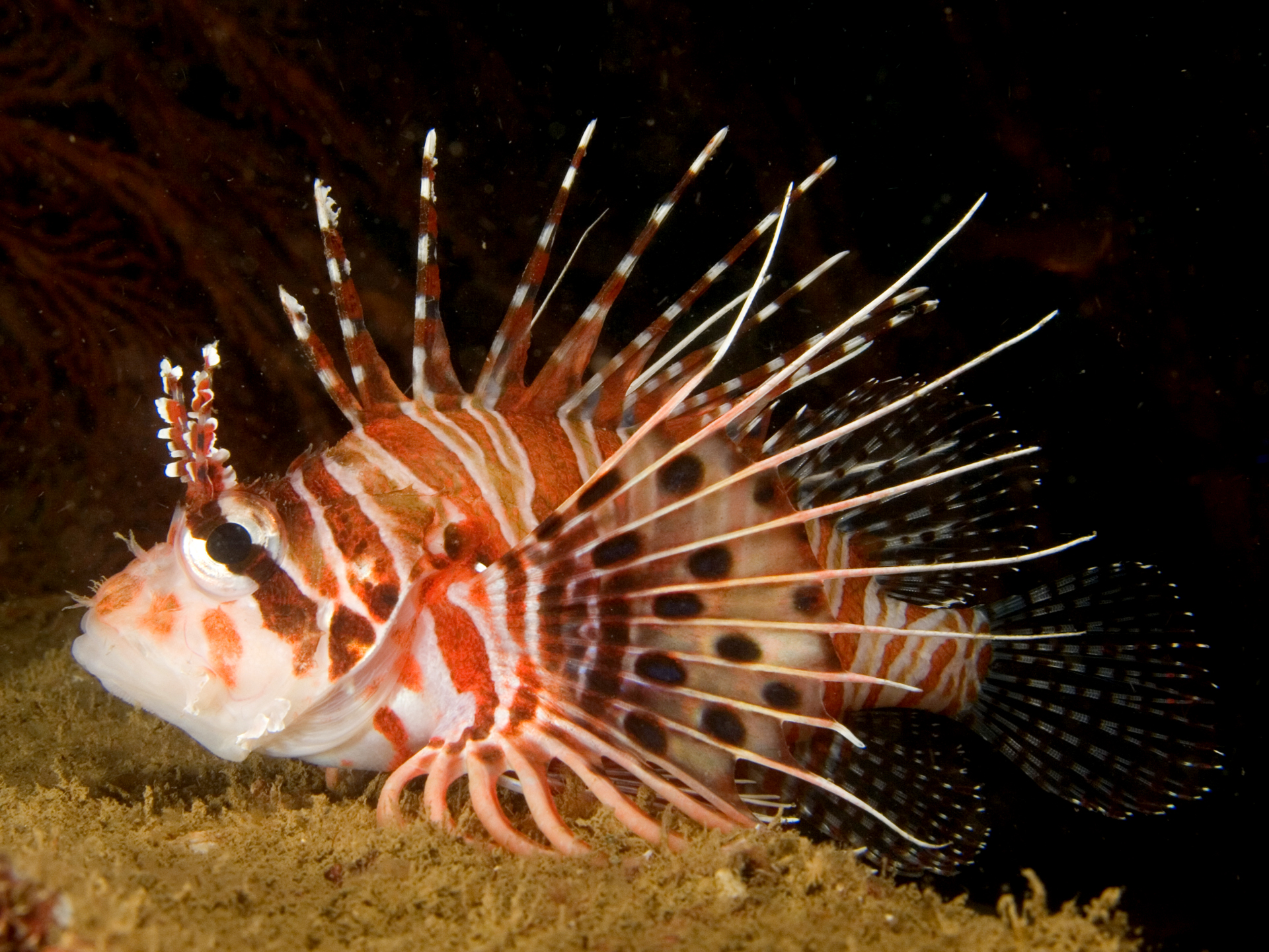
Poisson diable (Pterois antennata)
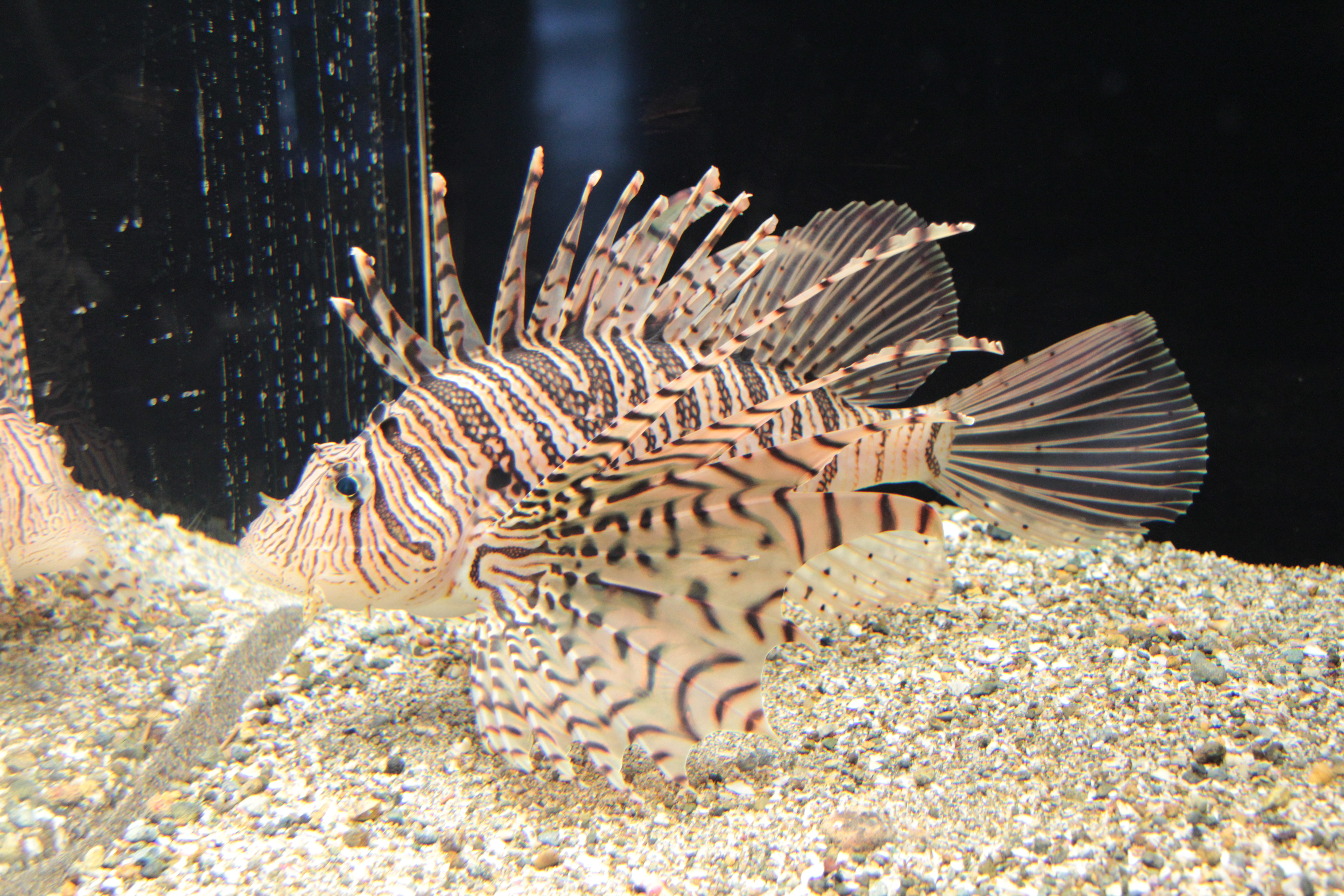
Poisson scorpion (Pterois lunulata)
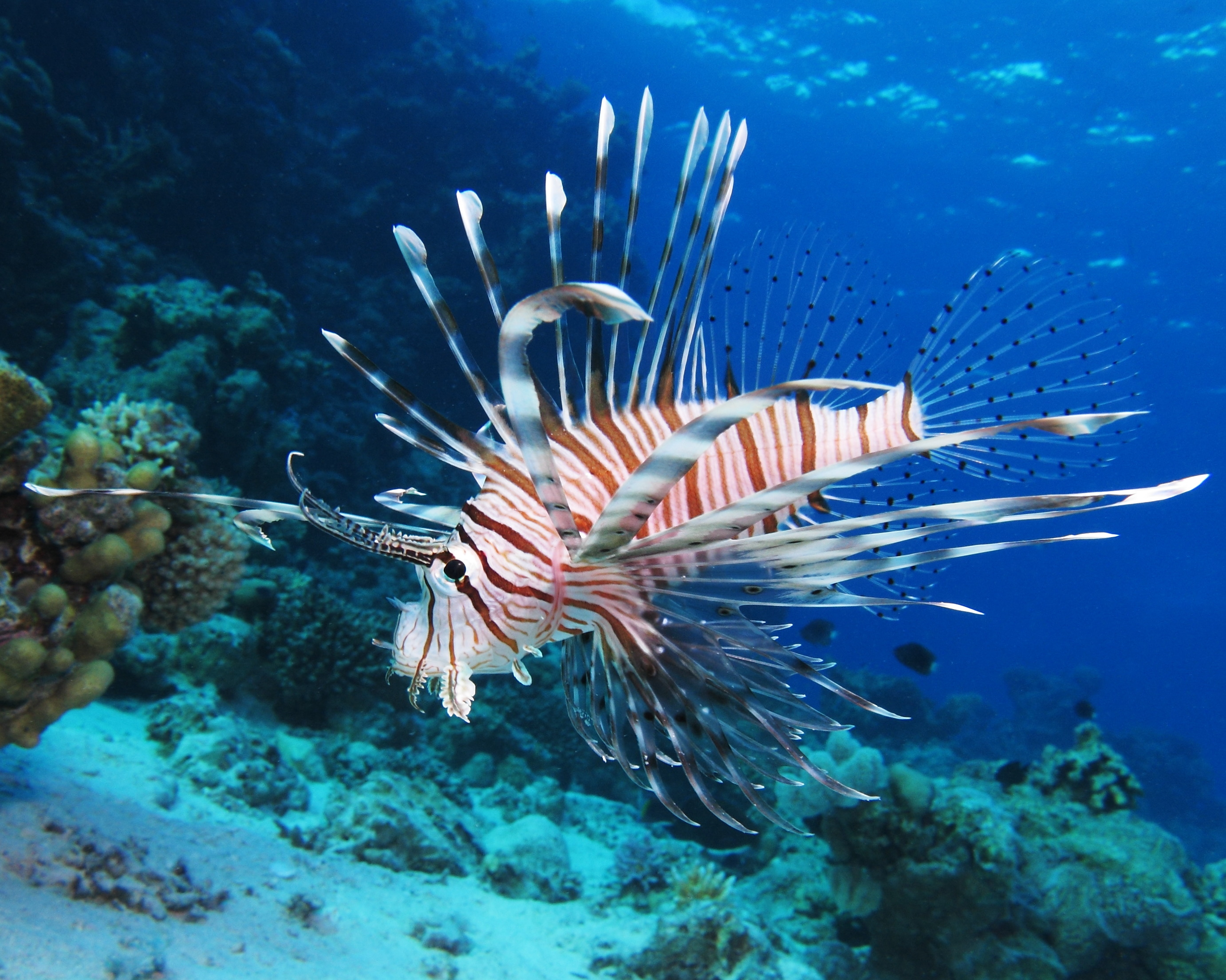
Rascasse volante (Pterois miles)
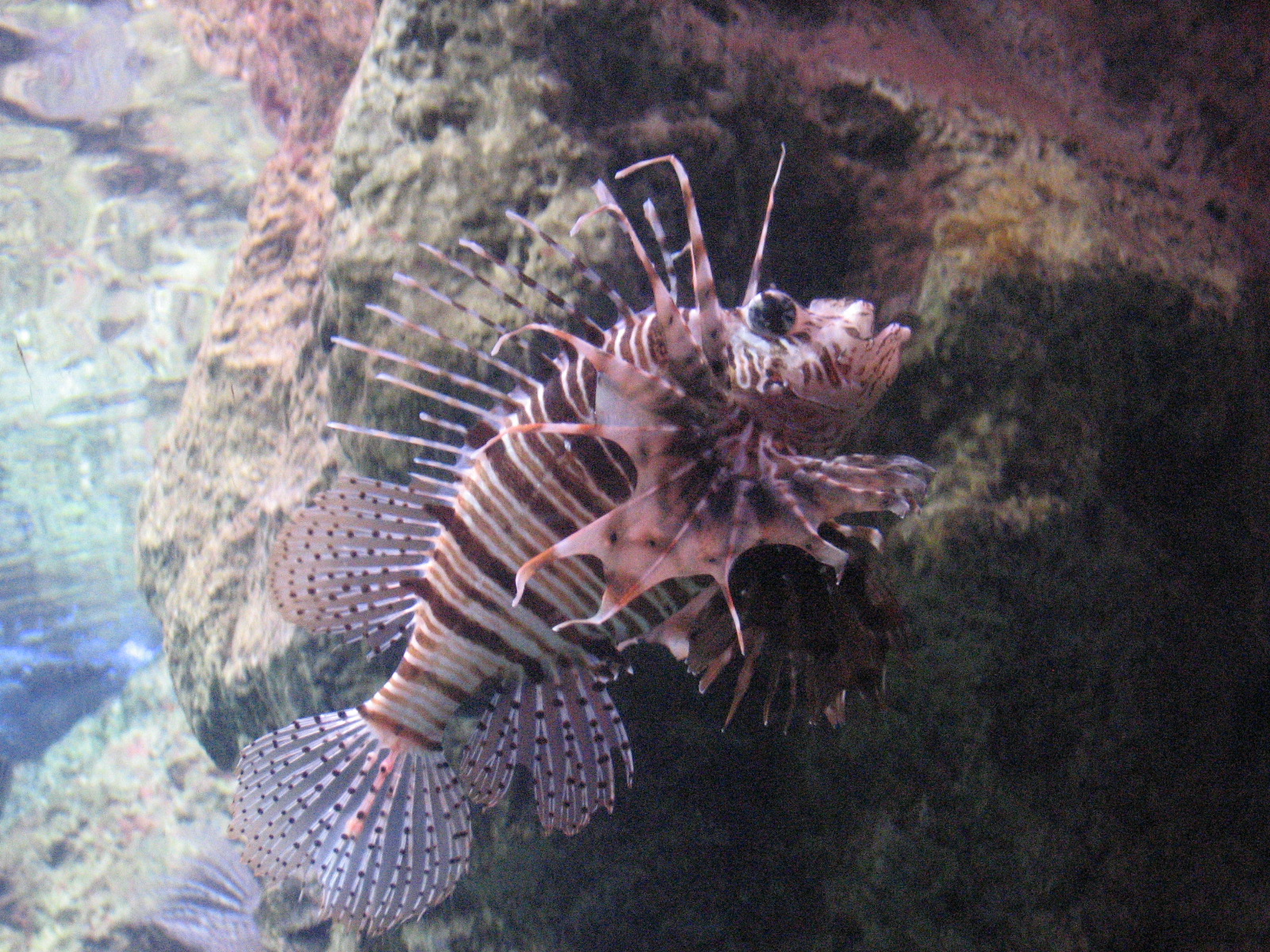
Laffe mombaise (Pterois mombasae)
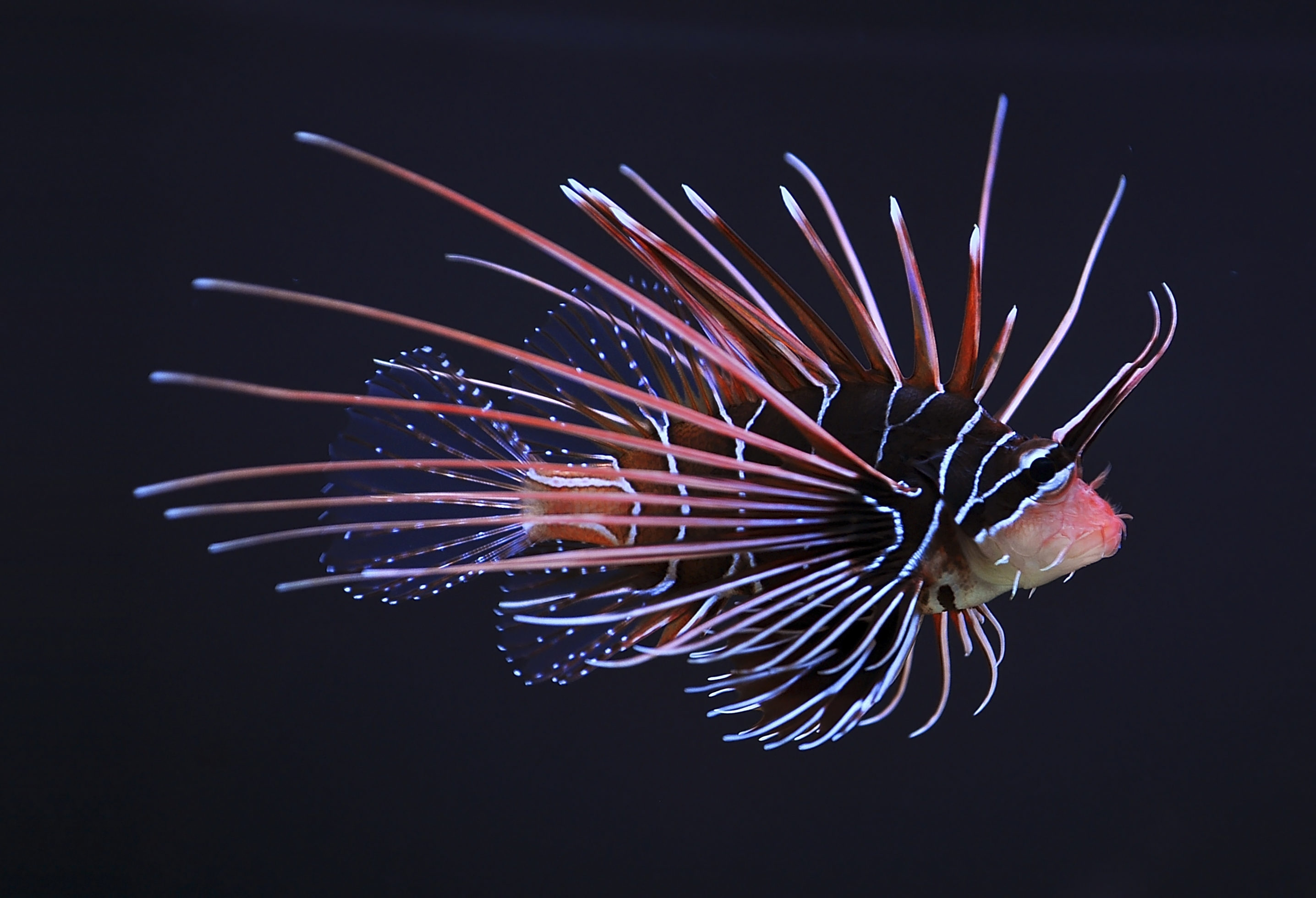
Rascasse volante étoilée (Pterois radiata)
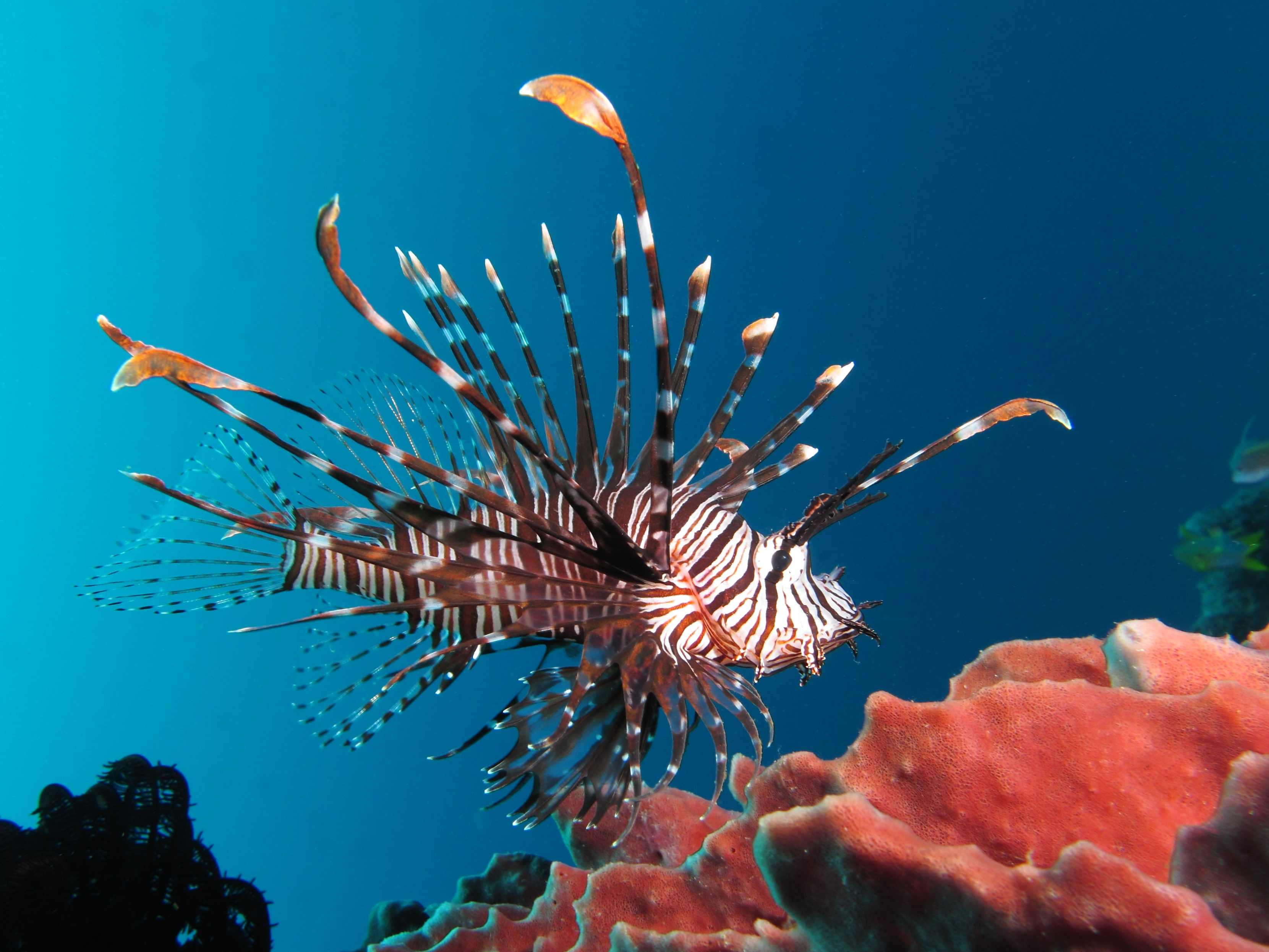
Rascasse volante (Pterois volitans)

## Caractéristiques
Le poisson lion est un prédateur vorace, piscivore, très abondant et hautement généraliste. Son haut taux de consommation lui confère un caractère de compétiteur robuste au sein du réseau trophique . Les adultes n’ont peu ou pas de prédateurs naturels à cause de leurs épines venimeuses . La femelle fraie tous les 4 jours, fréquence équivalente à une fécondité annuelle de 2 millions d’œufs par femelle. De plus, les poissons lions atteignent la maturité sexuelle dès leur première année de vie selon cette même source. Pour ces raisons, la rascasse est dotée d'une très grande capacité colonisatrice dans l'Atlantique Ouest.

## Répartition et introduction invasive
La rascasse volante est une espèce de poisson indigène des récifs coralliens de la région Indo-Pacifique. Son apparition récente en Atlantique Ouest représente une introduction induite par l’homme. Depuis qu'elle a été observé en Floride, il y a un peu plus de dix ans, sa présence n’a cessé de croître et d'être documentée sur la côte Atlantique. Il est donc estimé que depuis environ 1985, un tout nouvel habitat s'est ouvert pour la rascasse lui permettant ainsi de coloniser les récifs américains des Caraïbes, du Golfe du Mexique jusqu’aux eaux de la côte Sud-Est des États-Unis, aussi haut qu’en Caroline du Nord et Long Island, New York .
Le rythme de propagation combiné à son amplitude ont un impact profond sur les écosystèmes et alarment les spécialistes. La propagation rapide représente une menace majeure pour le réseau trophique des récifs coralliens dans les Caraïbes en diminuant le taux de survie d’une large variété d’espèces indigènes par la prédation. L’étendue de son introduction est problématique et présente plusieurs enjeux directement liés aux écosystèmes colonisés, mais aussi indirectement rattachée à l’homme.
C’est en 2002 que le « National Oceanic and Atmospheric Administration » (NOAA) fait la levée médiatique sur l’espèce invasive et commence à compiler toutes observations et rapports du public, par photo, vidéo ou site de localisation géographique de l’observation de Pterois volitans afin d’archiver les données. Ces observations auront une grande importance dans la compréhension et dans la détermination des courants responsables de la dispersion de l’espèce.
Plus récemment, depuis 2012 au moins, le Sud Est de la méditerranée est également envahi par des Pterois Mileshi, il est ainsi courant d'en trouver au large du Liban de la Turquie de la Tunisie et de Chypre.

### Répartition géographique
Tout d’abord, la présente étendue colonisée par Pterois volitans/miles dans l’Atlantique Ouest peut être divisée en régions distinctes : Côte Atlantique des États-Unis, du New Jersey jusqu’aux Keys de Floride; les Bermudes, les Bahamas, les îles Turques et Caïques et les îles Caïmans; les Antilles supérieures comprenant Puerto Rico; les Antilles inférieures, qui comprennent les Grenades, les Barbades; et finalement le Mexique, l’Amérique centrale et Amérique du Sud où il fut observé aussi bas qu’en Colombie et au Venezuela. Comme au Nord des États-Unis, la température plus froide de l’eau de l'Amérique du Sud limite également la dispersion de l’espèce plus bas au Sud.

### Modes de diffusion
Les œufs et larves de rascasses sont de nature pélagique et sont capables de se disperser sur de larges distances via les courants océaniques. Dans son intervalle d'introduction, la rascasse est principalement distribuée dans la portion nordique du plateau continental, adjacent au courant occidental de l’hémisphère nord. Évidemment, les courants (i.e. le Gulf Stream, la courroie du Golfe du Mexique, le courant des Caraïbes) facilitent la dispersion de l'espèce exotique en transportant les œufs et les juvéniles vers de nouvelles limites, ce qui explique une portion de cette immense colonisation géographique. De plus, la diffusion rapide de Pterois volitans/miles démontre le potentiel de dispersion des poissons introduits ainsi que le potentiel reproducteur une fois installés dans un écosystème. Par-contre, la distribution est tout de même restreinte par les limites naturelles de l’espèce, telle la température peu clémente (maximum 10 °C) des hivers américains au Nord et les mécanismes de diffusion planctonique par les courants marins au Sud du Continent. Des juvéniles ont aussi été observés sporadiquement sur les côtes du New-Jersey, Long Island et Rhode Island, à la fin de l’été et début de l’automne, mais leur survie en hiver n’est pas prévisible. Ces données suggèrent incontestablement l’ampleur du territoire envahi, démontre que la rascasse est bel et bien établie et qu'elle s'y reproduit abondamment.

### Causes de l'introduction

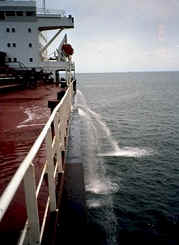
Image d'un navire en fin de ballastage, l'eau de mer déborde sur le pont par les dégagements d'air.

En 1985, la première observation d’une rascasse fut observée par un pêcheur à proximité de Dania en Floride. La suivante fut rapportée presque dix ans plus tard, à la suite de la libération de six spécimens lors de l’Ouragan Andrew en août 1992. Celui-ci aurait causé la fracture de la vitre d’un bassin d’Aquarium dans le sud de la Floride et aurait provoqué la fuite accidentelles de ces individus dans les eaux américaines de l’Atlantique ,. Par contre selon le National Oceanic and Atmospheric Administration (NOAA), cette source ne serait pas la cause de l’invasion et cette hypothèse est maintenant rejetée par la communauté scientifique, l’explication la plus probable étant le commerce des aquariums et les eaux de ballasts des cargos commerciaux. Étant donné la voracité de l’espèce, l’introduction de ce poisson dans un aquarium peut causer la mort par prédation des autres espèces cohabitants le bassin. Plusieurs aquariophiles auraient rapporté avoir rejeté Pterois à l’eau plutôt que de le tuer, à la suite du constat de la perte d’espèces collectionnées mangé par la rascasse.

## Impacts, effets et risques

### Impacts écologiques
La première évidence documentée de l’impact de Pterois volitans/miles dans leur nouvel habitat de l’Atlantique, est une réduction de 79 % de la biomasse de poissons piscivores dans le récif. Ce résultat est alarmant puisque la complexité du réseau trophique est un indicateur de la santé globale de l’écosystème corallien. La densité et l’abondance de rascasses trouvées à certaines localisations font grandir les craintes quant à l’extermination d’une grande portion de la biodiversité consommée par le prédateur vorace.
De plus, une des raisons pour lesquelles la rascasse ne pose pas de problèmes en territoire indigène Indo-Pacifique est qu’elle est chassée par les prédateurs naturels tels que les mérous, qui sont eux aussi une espèce piscivore. Par-contre, si le rôle des grands prédateurs est primordial au maintien de la santé des communautés et des écosystèmes marins, leurs diminutions affaiblissent en conséquence les écosystèmes et facilitent l’implantation d’autres espèces comme la rascasse. Les grands poissons comme les requins, les raies et les mérous, qui représentent de potentiels compétiteurs du poisson lion, sont sur-pêchés par l’homme et cette diminution d’abondance des régulateurs trophiques, incite la rascasse à persister dans de nouvelles niches et habitats au sein des récifs américains.

### Impacts économiques
Les impacts économiques de l'implantation définitive de la rascasse sont non négligeables. La rascasse se nourrit directement de juvéniles de toutes sortes d'espèces de poissons. La pression par la prédation sur les juvéniles diminue le recrutement des adultes et augmente ainsi la pression de prédation sur des espèces économiquement importantes pour la pêche. Ces espèces commercialement importantes sont par-exemple le vivaneau à queue jaune et le mérou. Cette pression a le potentiel de diminuer les stocks qui constituent des revenus importants pour le secteur de la pêche en Amérique. L’exemple de la moule zébrée dans les Grands Lacs est un bon exemple d’invasions à large spectre. Celle-ci a soulevé des inquiétudes considérables par les gouvernements américains et canadiens concernant les impacts néfastes sur l’économie et l’environnement par l’introduction d’une seule espèce envahissante . De nouveaux estimés suggèrent que le coût relié aux espèces invasives uniquement aux États-Unis s’élèvent à 137 milliards de dollars annuellement afin de prévenir, gérer et contrôler ces espèces nocives.

## Contrôle, efforts et gestion
L’Organisation des Nations unies a développé la Convention des Nations unies sur le droit de la mer en 1982. Le traité mandate la protection et la conservation de l’environnement marin pour limiter l’introduction intentionnelle ou non intentionnelle d’espèces envahissantes. Les eaux de ballasts des cargos, bateaux commerciaux, et embarcations de plaisance sont des vecteurs responsables du succès de l’introduction d’espèces marines envahissantes. Depuis 20 ans, il y a eu un nombre exponentiel d’introductions d’espèces exotiques marines principalement causées par le trafic maritime et le transport international des invertébrés marins dans les eaux de ballasts. Cette convention sur le droit de la mer veille justement à prévenir et réguler l'introduction d'espèces exotiques envahissantes à l'échelle mondiale.
Plusieurs efforts sont présentement déployés afin de comprendre et mieux contrôler la problématique reliée à l’introduction de la rascasse. Certains moyens sont plus innovateurs que d’autres, tels la recherche conduite aux îles Caïmans et aux Bahamas. Des scientifiques essaient d’apprendre aux mérous des Caraïbes à se nourrir de la rascasse. Les chercheurs du Petit Caïman suggèrent que le mérou et le requin nourrice commencent à pratiquer la prédation sur la rascasse. Les mérous de récifs[Lesquels ?] peuvent opposer une résistance biotique à la rascasse, limitant des populations de rascasses au sein d'un récif des Bahamas. Au Parc marin de Roatán, au Honduras, on pense également que les requins peuvent être dressés afin de consommer la rascasse et par le fait même, contribuer au contrôle des populations locales de rascasses volantes.
NOAA a aussi lancé la campagne de « consommation durable » où l'on invite la population américaine à consommer la rascasse. Afin d’inciter la pêche commerciale à développer le marché de la rascasse, ce moyen pourrait favoriser le contrôle des niveaux de populations et ainsi affaiblir l'espèce envahissante. La campagne de promotion “eat it to beat it” (“mangez-le pour le combattre”) a lieu non seulement aux États-Unis mais aussi en Jamaïque, aux Bahamas et aux îles Cayman. D'autres pays s'y mettent aussi, comme Cuba. Les Bahamas et les Bermudes ont eux aussi implanté un programme de chasse à la rascasse volante respectivement en 2007 et 2008. Ce programme inclut un entrainement, une licence de droit de collecte et un drapeau de plongée sous-marine commerciale et récréative pour les pêcheurs, apnéistes et plongeurs qui harponnent la rascasse dans les récifs près du large.
Actuellement, plusieurs destinations touristiques de plongée sous-marine effectuent l’éradication routinière de la rascasse en amenant des harpons et des filets portables afin de réduire les risques d’interactions entre le poisson et les plongeurs. Les pêcheurs-chasseurs doivent se munir de réceptacles adaptés pour contenir chaque poisson pendant que la pêche continue ; le Ministry of Planning and Development de Tobago, en liaison ave l'Institute of Marine Affairs, a mis en place une modification dans ce sens des pots à poisson habituellement utilisés pour d'autres poissons.
La Convention sur la diversité biologique conduit également des réunions de travail avec les pays des Caraïbes et leurs gestionnaires locaux afin d’élaborer des stratégies de contrôle à l’introduction d’espèces exotiques envahissantes en milieux marins ce qui représente la première ligne de défense au contrôle des espèces marines envahissantes.